# Wólka Zabłocka-Kolonia
Wólka Zabłocka-Kolonia es un pueblo ubicado en la gmina Tuczna, distrito de Biała Podlaska, voivodato de Lublin, Polonia.

## Superficie
Cuenta con una superficie de 6,330 kilómetros cuadrados.

## Demografía
Hasta 2011 la población era de 144 habitantes, con una densidad de población de 22,75 habitantes por kilómetro cuadrado. Estaba conformada por 79 hombres (54,9%) y 65 mujeres (45,1%), según el censo de la Oficina Central de Estadística.